# Kurt Pflugbeil
Kurt Pflugbeil est un général allemand d'aviation durant la Seconde Guerre mondiale, né le 9 mai 1890 à Hütten en royaume de Saxe et décédé le 31 mai 1955 à Weende en Allemagne.

## Jeunesse
Pflugbeil commence sa carrière le 1er avril 1910 dans le 134e régiment d'infanterie de Saxe à Plauen. Il devient lieutenant.

## Première Guerre mondiale
Durant la Première Guerre mondiale, Pflugbeil est engagé à partir de juin 1915 sur le  front occidental, il se bat vers Givenchy-lès-la-Bassée, à la Bataille de l'Artois (automne 1915) et participe à la Bataille des Frontières. Le 21 juillet 1915, il reçoit la croix de chevalier de l'ordre militaire.
Fin 1915, Pflugbeil passe dans l'armée de l'air, la Luftstreitkräfte, et complète du 15 décembre 1915 à fin janvier 1916, un entraînement de pilote et rejoint l'escadron 4.
Du 19 décembre 1916 au 20 juin 1917, il sert comme leader du 4e escadron (de) de l'Oberste Heeresleitung. L'avion de Pflugbeil est abattu le 23 avril 1918 et est grièvement blessé. Après un séjour à l'hôpital, il retrouve l'aérodrome de la 11e armée.

## Entre-deux-guerres
En janvier 1919, il devient fonctionnaire dans un tribunal. Après le traité de Versailles et l'interdiction de l'aviation militaire en Allemagne, Pflugbeil rejoint comme bénévole le 4e régiment de garde-frontière.
Le 5 septembre 1920, Pflugbeil rentre à la Reichswehr, comme premier lieutenant. En janvier 1921, il rejoint le 11e Régiment d'Infanterie et le 1er avril est promu capitaine. Le 1er octobre 1926 jusqu'au 31 juillet 1927, il rejoint l'état-major de la 4e Division à Dresde.
D'octobre 1931 à juin 1933, il sert comme commandant du 2e bataillon de transport.
Le 1er octobre 1933, il rejoint la Luftwaffe où il travaille pour l'inspection des écoles. De décembre 1933 à février 1934, il sert à l'école de Lechfeld Vorkommandos. En mars 1934, il est nommé directeur au service météorologique allemand. De mars à août 1935, il travaille à l'école de pilote de chasse à Lechfeld. En septembre 1935, Pflugbeil rejoint le Reichsluftfahrtministerium (RLM) à Berlin, où le 1er octobre 1935 est nommé inspecteur des bombardiers. D'avril à septembre 1937, il devient commandant en chef de la Force aérienne des unités de démonstration de la 4e division aérienne du général Alfred Keller.

## Seconde Guerre mondiale
A la mobilisation générale, du 8 octobre 1939 au 23 juin 1940, il commande le Luftgaustab z.b.V. 16. 
Le 24 juin 1940, il est commande en Belgique le Luftgau-Kommando Belgien-Nordfrankreich jusqu'au 20 août 1940. 
Après son commandement en Belgique, Pflugbeil prend le commandement du IV. Fliegerkorps qui l’amènera à participer à la guerre sur le front de l'Est. Il participera en tant que commandant IV. Fliegerkorps à la deuxième bataille de Kharkov, à la bataille de Stalingrad et au siège de Sébastopol.  
Le 24 août 1943, Pflugbeil remplace le Generaloberst Günther Korten et devient le nouveau Oberbefehlshaber de la Luftflotte 1 jusqu'au 16 avril 1945. 
À cette date, la Luftflotte 1  cesse d’exister et est renommée Luftwaffen-Kommando Kurland qui était la Force aérienne du Heeresgruppe Kurland, mais Pflugbeil en conserve le commandement.

## L'Après-Guerre
En 1950, il a été condamné à 25 ans de travaux forcés et est libéré le 4 janvier 1954 en raison de la mauvaise santé.